# Bert Williams
Bert Frederick Williams MBE, född 31 januari 1920 i Bradley nära Wolverhampton, död 19 januari 2014 i Wolverhampton, var en engelsk fotbollsspelare som tillbringaded största delen av sin karriär i Wolverhampton Wanderers.

## Karriär
Williams kom till Walsall 1937 men spelade bara två säsonger innan andra världskriget bröt ut. Han blev inkallad till Storbritanniens flygvapen där han tjänstgjorde som instruktör. Han spelade även två vänskapsmatcher under den här tiden för Nottingham Forest och Chelsea.
När kriget tog slut skrev Williams på för Wolverhampton Wanderers i september 1945. Han tog direkt en ordinarie plats och gjorde sin debut när ligan återupptogs 31 augusti 1946 i en 6-1-seger över Arsenal. 1949 vann Williams sin första pokal då Wolverhampton vann i finalen av FA-cupen mot Leicester City
Bert Williams blev samma år uttagen i Englands landslag där han gjorde sin debut 22 maj 1949 i en vänskapsmatch mot Frankrike. Han imponerade och togs ut i Englands trupp till VM 1950, där han bland annat spelade i Englands chockförlust mot USA.
Säsongen 1953/54 vann han ligan med Wolverhampton, en klubb han spelade totalt 420 matcher för.

## Meriter
Wolverhampton Wanderers
- Football League First Division: 1954
- FA-cupen: 1949

## Utmärkelse
- Riddare av Brittiska imperieorden,  2010

[Redigera Wikidata]